# Lou Kass
Lou-Kass (también conocidos como Loukass y Lou Kass) fue una agrupación de rock, formada en La Paz, Bolivia, en la década de los noventa.

## Integrantes
En 1990 Grillo Villegas junto a Christian Krauss formaron Lou Kass, con Krauss en la voz, Villegas en la guitarra, Martín Joffré en el bajo y Rodolfo Ortiz en la batería. 

## Inicios
A mediados de los años ochenta la banda Fox, conformada por los hermanos Martín Joffré (bajo), Juan Pablo Joffré (guitarra), Rodrigo "Grillo" Villegas (guitarra) y Rodolfo Ortiz (batería) interpretaba versiones de temas de Metallica y otras bandas. Esta agrupación tuvo una moderada recepción del público boliviano y posteriormente fue disuelta. Después de la disolución de Fox, los miembros de la banda pertenecieron independientemente a algunas bandas paceñas como Chuy & Fly y Drago Drogan entre otras, mientras que Rodrigo Villegas pasó a ser uno de los animadores de las sesiones improvisadas del pub "El socavón", donde se reencontró con sus antiguos compañeros de Fox y conoció al vocalista Christian Krauss. Entre ambos, decidieron probar suerte y formar una nueva banda. Fue así como nació Lou Kass.[cita requerida]
El dueño de "El socavón" bautizó a la agrupación como Lucas, nombre que posteriormente fue cambiado por LOU Kass.

## El éxito y la separación
En 1992 lanzaron su primer álbum Lou Kass al cual le siguió Akasa (1994), que incluye temas como “No reces al sol” y “Feel High”. En pleno éxito de la banda, el vocalista Christian Krauss decidió viajar a Alemania sin dar mayores explicaciones, obligando al resto del grupo a continuar con las presentaciones como un trío pero sin disminuir la receptividad de la banda.
Finalmente durante el concierto en La Paz de la gira "Tour SIDA" Loukass grabó su disco en vivo titulado Akassa ¡ En vivo! y, posteriormente, se separaron.  

## Los retornos
El 5 de agosto de 1999 y tras el retorno de Christian Krauss de Alemania, Loukass se reunió para dar un concierto en la ciudad de La Paz, del cual surgió el disco doble Akisitos, grabado en vivo junto al público del Teatro al Aire Libre.
El mes de julio de 2008 los cuatro miembros volvieron a reunirse para la gira nacional denominada "La Nave Retorna". Poco tiempo después, en octubre de ese mismo año, Loukass participó del festival internacional de rock organizado por Paceña denominado FestiMusic 2008.

## Discografía

### Álbumes
- Lou-kass (1992)
- Akasa (1994)
- ¡En Vivo! (1994)
- Akisitos I (1999)
- Akisitos II (1999)

### Sencillos
- Akasa
- Chico Predecible
- Escrupula
- Extravismo
- Feel High
- Hipnotizados
- Hombre Lobo
- La Torcida
- No Reces Al Sol
- Porque Eres Tan Bella
- Resumen Paceño (Reggae Andino)
- Help! (cover de The Beatles)